# Palco Principal
O site Palco Principal foi uma rede social de música de origem portuguesa. Juntava artistas, ouvintes e entidades com área de negócio na música. Tinha também uma componente editorial muito forte, desenvolvendo notícias, artigos de opinião, reportagens, entrevistas e também passatempos. 
A rede social, lançada em Junho de 2006 por uma empresa com o mesmo nome (Palco Principal, Lda), foi resultado da evolução de um anterior site, denominado Homestugio. O site Homestudio (www.homestudio.com.pt), ativo entre o ano 2000 e 2006, foi um dos primeiros sites dedicados à gravação aúdio e à divulgação de projetos musicais independentes na Internet.   
Durante o ano de lançamento, conseguiu obter o apoio financeiro do programa NEOTEC, apoio esse que se veio a relevar importante na fase de arranque da empresa.
No final do ano de 2007 é iniciada uma parceria com o portal português Clix, tendo essa parceria durado cerca de um ano. No início de 2009 o Palco Principal passa a fazer parte da rede de sites do Portal SAPO.
O Palco Principal esteve presente em Portugal, Brasil, Angola, Moçambique e Cabo Verde. 

## Características do Palco Principal

### Rede social: perfis de Artistas, Ouvintes e Entidades
No site Palco Principal os Artistas, ouvintes e Entidades podiam criar a sua própria página e inserir fotos, vídeos, criar blogs e criar grupos.
Os Artistas podiam ainda, adicionalmente inserir músicas para audição e/ou download e eventos.
As entidades criar promoções.

### Notícias e Informação
O Palco Principal dispunha de uma área de notícias atualizadas diariamente, cobrindo também eventos e elaborando entrevistas e reportagens.

### Fórum
O Palco Principal dispunha de um fórum onde se podiam tirar dúvidas, anunciar novidades e eventos e criar anúncios de venda e compra de material.

### Inovação e Tecnologia
O Palco Principal foi totalmente desenvolvido com tecnologia proprietária. Tinha, incorporada algumas inovações: sistema de ranking de projetos musicais e módulo inteligente de recomendação de músicas, usando técnicas de data-mining. 

## Curiosidades
- O Palco Principal foi a maior rede social de artistas, de origem portuguesa durante os anos de 2006 a 2018.
- O Palco Principal teve parcerias com algumas das maiores e mais importantes editoras e  agências: EMI, Universal Music Portugal, Valentim de Carvalho, Farol Música, Ovação, Oficina da Ilusão, Lisboa Agência, Banzé, Meifumado, Bola de Sabão, Ximfrim, entre outras entidades.
- O Palco Principal esteve presente nos principais países onde se fala Português: Portugal, Brasil, Angola, Moçambique e Cabo-verde.
- O Palco Principal era um dos únicos sites que mantinha a qualidade das músicas dos artistas intacta no momento do upload: não diminuía o bitrate, de modo a preservar a qualidade original das músicas.
- O Palco Principal teve origem num dos mais antigos sites de música online, o antigo site Homestudio, que foi o primeiro portal de divulgação de bandas, em meados do ano 1999.
- O Palco Principal era detentor de variadas tecnologias proprietárias, entre elas o sistema de recomendação de músicas e o sistema de ranking, que usava técnicas de data-mining[9] [10]
- O Palco Principal ganhou vários prémios e distinções, entre elas uma menção honrosa no ano de 2007 dada pela revista Exame Informática.
- Palco Principal foi o primeiro site de música nacional a disponibilizar aplicações para o Hi5, Myspace e Orkut.[11] [12]

Estatísticas 
Até 1 de Novembro de 2011:
- Mais de 350000 visitantes/mês
- Mais de 1900000 pageviews/mês
- Mais de 500000 visitantes totais/mês (portal, widgets, aplicações OpenSocial e mobile);
- Mais de 100000 ouvintes registados
- Mais de 20000 artistas registados
- Mais de 50000 bandas mainstream
- Mais de 250000 músicas em playlist‘s de ouvintes
- Mais de 70000 músicas disponíveis para audição e download